# Березовой, Анатолий Николаевич

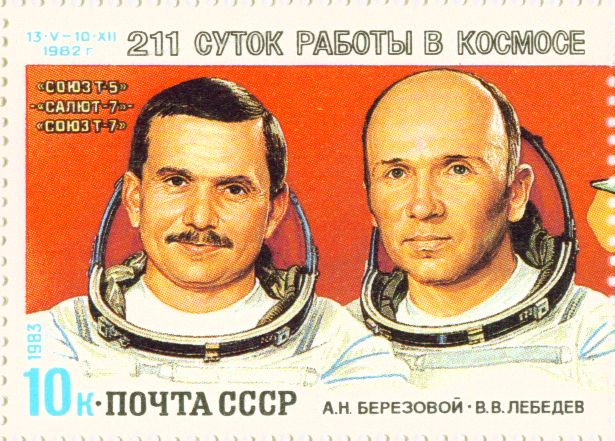
Анатолий Березовой и Валентин Лебедев на марке Почты СССР, 1983

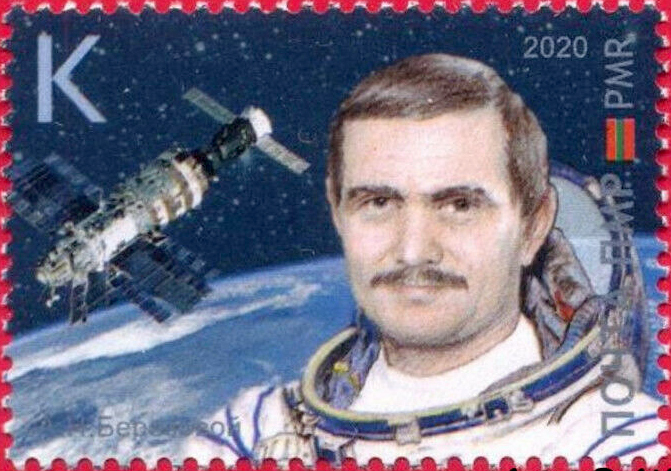
Анатолий Березовой на почтовой марке Приднестровья, 2020

Анато́лий Никола́евич Березово́й (11 апреля 1942 — 20 сентября 2014) — лётчик-космонавт СССР, Герой Советского Союза (1982).

## Биография
Родился 11 апреля 1942 года в посёлке Энем Адыгейской автономной области Краснодарского края, ныне Тахтамукайского района Республики Адыгея.
В 1959 году окончил 10 классов в средней школе посёлка Энем (ныне МБОУ «СШ» № 2 присвоено имя Героя Советского Союза лётчика-космонавта А. Н. Березового), после чего с августа 1959 по июнь 1961 года работал токарем на заводе «Нефтемаш» в Новочеркасске Ростовской области.
В 1961 году поступил в Качинское высшее военное авиационное училище лётчиков имени А. Ф. Мясникова, по окончании которого 4 декабря 1965 года был зачислен лётчиком-инструктором этого же училища.
С 1966 года член КПСС.
10 марта 1967 года назначен старшим лётчиком, а 22 апреля 1970 года — на должность командира авиационного звена в составе 684-го гвардейского ИАП 119-й истребительной авиадивизии 48-й воздушной армии (Одесский военный округ, Тирасполь).
Как кандидат в космонавты прошёл медицинское обследование в Центральном военном научно-исследовательском авиационном госпитале, после чего получил положительное заключение Центральной врачебно-лётной комиссии в ноябре 1969 года. На заседании мандатной комиссии 17 февраля 1970 года был рекомендован к зачислению в отряд космонавтов и приказом Главнокомандующего ВВС СССР № 505 с 27 апреля 1970 года был зачислен на должность слушателя-космонавта.
С мая 1970 по июль 1972 года проходил общекосмическую подготовку. 6 июля 1972 был назначен космонавтом 1-го отдела 1-го управления, после чего по 1974 год проходил подготовку в составе группы по программе «Спираль». Осенью 1974 три месяца вместе с Юрием Пономарёвым готовился по программе полёта на орбитальной станции «Салют-4», а с января 1975 по июнь 1976 года вместе с Михаилом Лисуном проходил подготовку в качестве командира 4-го экипажа для полёта на орбитальной станции «Салют-5».
30 марта 1976 года был включён в состав космонавтов группы орбитальных кораблей и станций, после чего с июля по октябрь того же года вместе с Михаилом Лисуном проходил подготовку в качестве командира 3-го (резервного) экипажа для полёта на орбитальную станцию «Салют-5».
В июне 1977 года заочно окончил Военно-воздушную академию имени Ю. А. Гагарина по специальности «Командно-штабная авиация».
С ноября 1976 по январь 1977 года вместе с Михаилом Лисуном проходил подготовку в качестве командира дублирующего экипажа по программе 2-й экспедиции на «Салют-5». Во время старта космического корабля «Союз-24» 7 февраля 1977 года являлся дублёром командира корабля Виктора Горбатко. С февраля по июль 1977 года проходил подготовку в качестве командира основного экипажа по программе 3-й экспедиции на орбитальную станцию «Салют-5», однако полёт был отменён из-за задержки в подготовке космического корабля «Союз». Затем в составе условного экипажа вместе с Михаилом Лисуном готовился к космическому полёту по программе орбитальной станции «Алмаз».
30 января 1979 года был переведён в группу космических летательных аппаратов специального назначения, после чего по 1981 год проходил подготовку к испытательному полёту на Транспортном корабле снабжения в составе группы. С февраля по июнь 1981 года проходил подготовку в группе по программе основной экспедиции на орбитальной станции «Салют-7». В июне 1981 года был назначен на должность командира основного экипажа первой основной экспедиции на орбитальную станцию «Салют-7». С сентября 1981 по 22 апреля 1982 года вместе с В. В. Лебедевым проходил непосредственную подготовку к полёту. 25 января 1982 года был переведён в группу орбитальных пилотируемых комплексов общего и специального назначения.
С 13 мая по 10 декабря 1982 года в качестве командира экипажа вместе с бортинженером Валентином Лебедевым совершил полёт в космос на орбитальном научно-исследовательском комплексе «Союз Т-5» — «Салют-7». Позывным был «Эльбрус-1».
На борту ОС «Салют-7» работал вместе с советско-французским экипажем посещения «Союз Т-6» (Владимир Джанибеков, Александр Иванченков, Жан-Лу Кретьен) и экипажем посещения «Союз Т-7» (Леонид Попов, Александр Серебров, Светлана Савицкая).
В ходе 211-суточного космического полёта экипаж выполнил около трёхсот экспериментов и исследований, среди которых были медико-биологические, гео- и астрофизические, технические и другие, а 30 июля оба космонавта совершили выход в открытый космос, длившийся 2 часа 33 минуты, для демонтажа и частичной замены аппаратуры на внешней поверхности станции, а также вывода в космос искусственных спутников Земли «Искра-2» и «Искра-3».
Указом Президиума Верховного Совета СССР от 10 декабря 1982 года за успешное осуществление космического полёта и проявленные при этом мужество и героизм ему было присвоено звание Героя Советского Союза с вручением ордена Ленина и медали «Золотая Звезда» (№ 10751).
С июля по сентябрь 1983 года проходил подготовку в группе по программе экспедиции посещения «Салют-7» в экипаже вместе с Георгием Гречко.
С сентября 1983 по 15 марта 1984 года проходил непосредственную подготовку к полёту в качестве командира 2-го (дублирующего) советско-индийского экипажа вместе с Георгием Гречко и Ракешем Шарма (позже заменён Равишем Мальхотрой) (Индия). Во время старта ТК «Союз Т-11» 3 апреля 1984 года был дублёром командира корабля Юрия Малышева.
С сентября 1985 по июнь 1987 года проходил подготовку в составе группы космонавтов по программе подготовки космонавта-спасателя (полёт на корабле «Союз ТМ» без бортинженера) для проведения спасательных работ и эвакуации экипажа с орбитальной станции в случае необходимости.
С июня 1987 по 12 августа 1988 года проходил непосредственную подготовку в качестве командира второго, дублирующего, экипажа для полёта на орбитальный комплекс «Мир» по советско-афганской программе, вместе с Германом Арзамазовым и, с февраля 1988 года, с Абдулом Ахадом Момандом, которого в апреле сменил Мохаммад Дауран. Во время старта ТК «Союз ТМ-6» 29 августа 1988 года был дублёром командира корабля Владимира Ляхова.
В 1988—1990 годах вновь готовился по программе подготовки командира корабля-спасателя.
6 апреля 1991 года был назначен на должность заместителя командира отряда космонавтов, однако 31 октября 1992 года из-за увольнения из Вооружённых Сил по возрасту был отчислен из отряда космонавтов, после чего по 20 марта 1999 года работал заместителем президента, членом бюро и членом президиума бюро Федерации космонавтики России.
Статистика
| # | Стартовый корабль | Старт, UTC        | Экспедиция | Корабль посадки | Посадка, UTC      | Налёт                        | Выходы в открытый космос | Время в открытом космосе |
| - | ----------------- | ----------------- | ---------- | --------------- | ----------------- | ---------------------------- | ------------------------ | ------------------------ |
| 1 | Союз Т-5          | 13.05.1982, 09:58 | Салют-7    | Союз Т-7        | 10.12.1982, 19:02 | 211 суток 09 часов 04 минуты | 1                        | 02 часа 33 минуты        |

Умер 20 сентября 2014 года в Москве на 73-м году жизни от сердечной недостаточности. Похоронен на кладбище деревни Леониха Щёлковского района Московской области.

## Служба и должности в ЦПК
- 6 июля 1972 года назначен космонавтом 1-го отдела 1-го управления.
- С 30 марта 1976 года космонавтом группы орбитальных кораблей и станций.
- 30 января 1979 года переведён в группу космических летательных аппаратов специального назначения.
- 25 января 1982 года переведён в группу орбитальных пилотируемых комплексов общего и специального назначения.
- 30 июня 1984 года назначен командиром группы кандидатов в космонавты-испытатели.
- 6 апреля 1991 года назначен заместителем командира отряда космонавтов.

## Семья
- Отец — Николай Минович Березовой (1903—1979), столяр в совхозе.
- Мать — Наталия Яковлевна Сокол (1905 г. р.), овощевод в совхозе.
- Сестра — Мария Николаевна Берёзовая (1926 г.р.), бухгалтер.
- Сестра — Лариса Николаевна Рябинина (Березовая) (1928 г.р.), педагог.
- Жена — Лидия Григорьевна Березовая (Загвоздина) (1946 г.р.), доцент кафедры политических движений в России Российского государственного гуманитарного университета.
- Сын — Сергей Анатольевич Березовой (род. 16.12.1969)
- Дочь — Татьяна Анатольевна Березовая (род 14.07.1974)

### Увлечения
- футбол,
- теннис,
- плавание,
- работа по дереву,
- чтение художественной литературы.

## Общественно-политическая деятельность
В декабре 1995 года баллотировался на выборах в Государственную РФ II-го созыва в качестве независимого кандидата от Адыгеи, но избран не был (занял 6-е место, получив 14505 голосов).

## Публикации
Соавтор книги «С думой о Земле» (1987 г.)

## Награды
- Герой Советского Союза (Указ Президиума Верховного Совета СССР от 10 декабря 1982 года).
- Орден Ленина (1982)
- Орден «За службу Родине в Вооружённых Силах СССР» III степени
- Медаль «За заслуги в освоении космоса» (12 апреля 2011 года) — за большие заслуги в области исследования, освоения и использования космического пространства, многолетнюю добросовестную работу, активную общественную деятельность[4]
- Медаль Алексея Леонова (Кемеровская область, 2015, посмертно) — за совершённый в 1982 году выход в открытый космос[5]
- 9 юбилейных медалей
- Лётчик-космонавт СССР (10.12.1982).
- Офицер ордена Почётного легиона (Франция, 1982)
- Орден «Кирти Чакра» (Индия, 1984)
- Орден «Солнце Свободы» (Афганистан, 1988)
- знак Роскосмоса «За международное сотрудничество в области космонавтики» (2012).

## Общественные награды
- Лауреат национальной премии «Во славу Отечества» в номинации «Слава России» (2008), учреждённой Международной академией общественных наук и Международной академией меценатства,
- орден «Во славу Отечества» II степени (2008).
- Медаль «Российско-киргизская дружба» (Кыргызстан, 2011)

## Воинские звания
- Лейтенант (22.10.1965).
- Старший лейтенант (04.11.1967).
- Капитан (31.12.1969).
- Майор (28.12.1972).
- Подполковник (01.08.1975).
- Полковник (11.12.1982).

## Классность
- Военный лётчик 2-го класса (21.01.1975).
- Военный лётчик 1-го класса (21.01.1978).
- Инструктор парашютно-десантной подготовки (ПДП) (07.01.1969).
- Космонавт 2-го класса (11.12.1982).

## Спортивные достижения
- 2-й разряд по акробатике и гимнастике,
- 2-й разряд по лыжам,
- 3-й разряд по стрельбе из малокалиберной винтовки.